# Lijst van gemeenten in Ordu
Onderstaande lijst bevat alle gemeenten (2000) in de Turkse provincie Ordu.
| District   | Gemeente      |
| ---------- | ------------- |
| Akkuş      | Akkuş         |
| Akkuş      | Akpınar       |
| Akkuş      | Çayıralan     |
| Akkuş      | Kızılelma     |
| Akkuş      | Salman        |
| Akkuş      | Seferli       |
| Aybastı    | Alacalar      |
| Aybastı    | Aybastı       |
| Aybastı    | Çakırlı       |
| Aybastı    | Pelitözü      |
| Çamaş      | Çamaş         |
| Çatalpınar | Çatalpınar    |
| Çatalpınar | Göller        |
| Çaybaşı    | Çaybaşı       |
| Çaybaşı    | İlküvez       |
| Fatsa      | Aslancami     |
| Fatsa      | Bolaman       |
| Fatsa      | Fatsa         |
| Fatsa      | Geyikçeli     |
| Fatsa      | Hatipli       |
| Fatsa      | Ilıca         |
| Fatsa      | İslamdağ      |
| Fatsa      | Kösebucağı    |
| Fatsa      | Yalıköy       |
| Gölköy     | Alanyurt      |
| Gölköy     | Aydoğan       |
| Gölköy     | Damarlı       |
| Gölköy     | Düzyayla      |
| Gölköy     | Gölköy        |
| Gölköy     | Güzelyurt     |
| Gölköy     | Karahasan     |
| Gülyalı    | Gülyalı       |
| Gürgentepe | Direkli       |
| Gürgentepe | Eskiköy       |
| Gürgentepe | Gürgentepe    |
| Gürgentepe | Işıktepe      |
| İkizce     | Devecik       |
| İkizce     | İkizce        |
| İkizce     | Kaynartaş     |
| İkizce     | Şenbolluk     |
| İkizce     | Yoğunoluk     |
| Kabadüz    | Kabadüz       |
| Kabadüz    | Yokuşdibi     |
| Kabataş    | Alankent      |
| Kabataş    | Kabataş       |
| Korgan     | Çamlı         |
| Korgan     | Çayırkent     |
| Korgan     | Çiftlik       |
| Korgan     | Korgan        |
| Korgan     | Tepealan      |
| Kumru      | Fizme         |
| Kumru      | Kumru         |
| Kumru      | Yukarıdamlalı |
| Mesudiye   | Mesudiye      |
| Mesudiye   | Topçam        |
| Mesudiye   | Üçyol         |
| Mesudiye   | Yeşilce       |
| Ordu       | Altınordu     |
| Ordu       | Saraycık      |
| Perşembe   | Kırlı         |
| Perşembe   | Medreseönü    |
| Perşembe   | Perşembe      |
| Ulubey     | Ulubey        |
| Ünye       | Erenyurt      |
| Ünye       | Fatih         |
| Ünye       | Hanyanı       |
| Ünye       | İnkur         |
| Ünye       | Pelitliyatak  |
| Ünye       | Tekkiraz      |
| Ünye       | Ünye          |
| Ünye       | Yenikent      |
| Ünye       | Yeşilkent     |